# Sofia Papaioannou
Sofia Papaioannou (em grego: Σοφία Παπαϊωάννου; nascida em 1969) é uma jornalista e apresentadora de televisão grega. Desde setembro de 2013, Papaioannou é produtora e apresentadora da 360 Graus da Alpha TV, uma revista grega de notícias que cobre uma variedade de tópicos ligados à cultura, política, questões sociais e história grega. Ela é actualmente co-diretora do ISTORIMA, um projeto de história oral e contos de histórias projectado para beneficiar jovens gregos desempregados.

## Biografia
Papaiaoannou nasceu em Atenas, na Grécia, em 1969 e foi criada em Palaio Faliro, um subúrbio costeiro de Atenas.
Papaioannou é bacharel em História pelo Deree College, American College of Greece e bacharel em Literatura Inglesa pela Universidade de Atenas. Ela recebeu um mestrado em Jornalismo de Radiodifusão pela Universidade de Nova York antes de voltar à Grécia para trabalhar em jornalismo impresso e radiodifusão.
Papaioannou é activa e visível no jornalismo grego há 25 anos. Ela trabalhou em quatro grandes estações de televisão gregas: Antena, Mega, Skai e Alpha, trabalhando numa variedade de funções e capacidades (jornalista, diretora editorial, co-apresentadora, apresentadora e produtora), e cobriu histórias em todo o mundo, bem como em toda a Grécia. Ela também apresentou um programa de rádio, actuou como Diretora Editorial da edição grega do Huffington Post, e actuou como repórter do maior jornal diário da Grécia, Kathimerini. Ela desempenhou também funções como chefe do Gabinete de Imprensa Estrangeira do Comité de Candidatura aos Jogos Olímpicos de Atenas 2004.

### Trabalhos publicados
Papaioannou é a autora do livro (em grego), Oculto no Egeu: Uma História Verdadeira, publicado em maio de 2011 pela Patakis Editions.